# Onda Circumpolar Antártica
A Onda Circumpolar Antártica é uma onda acoplada ao oceano/atmosfera que circula o Oceano Antártico em aproximadamente oito anos. Já que é um fenômeno de duas ondas (existem duas cristas e duas depressões em um paralelo) em cada ponto fixado em um espaço, um sinal com um período de quatro anos é visto. A onda se move em direção a leste com as correntes predominantes.
Note que embora a "onda" torne-se visível pela temperatura, pressão atmosférica, gelo marinho e elevação do oceano, as variações são difíceis de ver nos dados brutos e necessitam ser filtradas para se tornarem aparentes. Em função do registro confiável para o Oceano Antártico ser curto (desde o início dos anos 80) e o processamento de sinal ser necessário para revelar sua existência, alguns climatologistas duvidam da existência da onda. Outros aceitam sua existência mas diz que varia em força sobre décadas.
A onda foi descoberta simultaneamente por Warren White e R. G. Peterson; e Jacobs e Mitchell; em 1996. Desde então, idéias sobre a estrutura da onda e os mecanismos de manutenção mudaram e cresceram: por alguns relatos essa é agora considerada como parte de onda global ENSO.